# Yusra Mardini
Yusra Mardini (în arabă يسرى مارديني, n. 5 martie 1998, Damasc, Siria) este o înotătoare siriană care a participat la Jocurile Olimpice de vară din 2016 în cadrul echipei olimpice a refugiaților.

## Carieră
A crescut în Damasc, unde a început înotul de performanță cu ajutorul Comitetului Olimpic Sirian. În anul 2012 și-a reprezentat țara la Campionatul Mondial în bazin scurt. În același an, casa sa familială a fost distrusă în cadrul masacrului din Daraa, la începutul Războiului Civil Sirian.
În anul 2015 a trebuit să-și părăsească țara împreună cu familia. A trecut prin Beirut, Istanbul și İzmir, apoi a traversat Mediterana pentru a ajunge în insula Lesbos. Totuși, barca a suferit o pană de motor la scurt timp după plecare. Împreună cu sora ei, și ea o înotătoarea de performanță, a sărit în apă și a împins barca timp de trei ore până la mal. Apoi a traversat Macedonia, Serbia, Ungaria și Austria pentru a ajunge la Berlin (Germania), unde a reluat antrenamentul de înot la clubul Wasserfreunde Spandau 04.
În martie 2016 a fost pre-selecționată, împreună cu 42 de alți sportivi refugiați, să participe la Jocurile Olimpice de vară din 2016 ca parte a echipei olimpice a refugiaților. În luna iunie participarea sa a fost confirmată de Comitetul Internațional Olimpic. La Rio de Janeiro și-a câștigat seria de calificare la proba de 100 m fluture. Totuși, timpul de 1:09,21 nu a fost suficient pentru ca ea să se califice în semifinale. În proba de 100 m stil liber s-a clasat pe locul 7 în seria sa și nu a acces în turul următor.

## Legături externe
- Profil Arhivat în 6 august 2016, la Wayback Machine. pe rio2016.com
- en Yusra Mardini la Olympedia.org